# Enhancer

Gene intensificatore

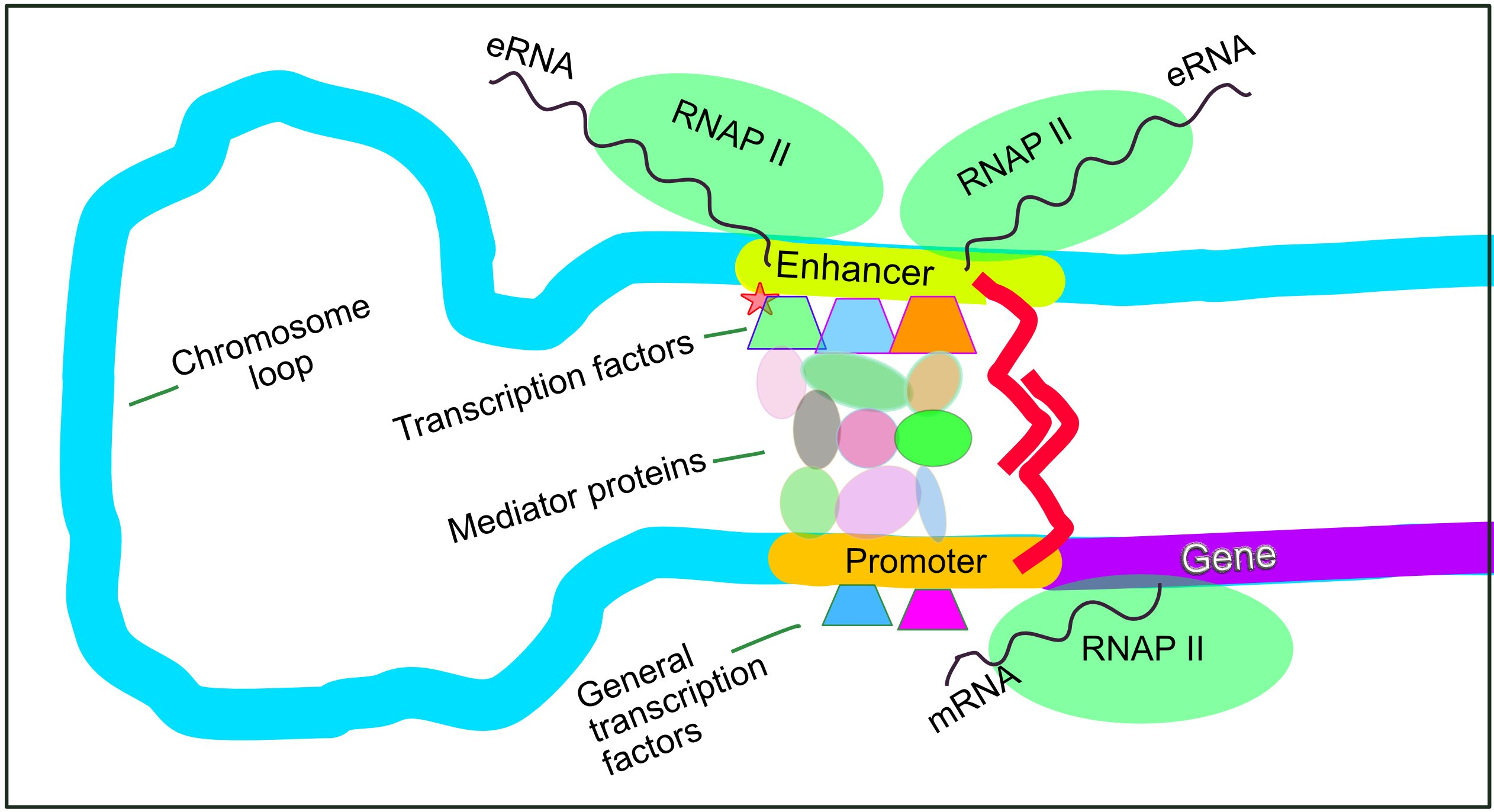
Regolazione della trascrizione nei mammiferi

Gli enhancer (chiamati anche intensificatori) sono sequenze di DNA che svolgono il loro ruolo pro-trascrizione attraverso l'associazione con diverse proteine, tra cui diversi fattori coinvolti nell'avvio della trascrizione stessa. Gli enhancers sono sequenze nucleotidiche cis-agenti che esplicano la loro funzione aumentando notevolmente (fino a 1000 volte) la frequenza di trascrizione del gene che controllano. Dal punto di vista strutturale, un enhancer non differisce molto da un promotore: entrambi contengono sequenze base e moduli regolativi che controllano la loro funzione (associandosi a proteine specifiche). Tuttavia, la densità di tali moduli è maggiore negli enhancer in quanto la loro lunghezza media è pari a circa 100 bp (paia di basi). 

## Funzionamento deglienhancers
Gli enhancers non devono necessariamente essere vicini ai promotori: è possibile infatti trovare degli enhancer a parecchie centinaia di migliaia di paia di basi di distanza a valle o a monte del sito d'inizio della trascrizione. In alcuni casi, l'orientamento dell'enhancer può essere invertito senza inficiarne in alcun modo l'attività. In altri casi, è addirittura possibile excidere l'enhancer dal cromosoma, reinserendolo in un'altra posizione, senza che la sua efficienza cali. 
Sono state proposte due teorie in grado di spiegare le proprietà degli enhancers:
- La teoria degli intelligent enhanceosomes (traducibile come enhanceosomi intelligenti) si baserebbe sulle caratteristiche degli enhancers e delle proteine ad essi associate di essere cooperativi e di agire in modo coordinato. Secondo questa teoria, basterebbe una singola mutazione in una regione chiave dell'enhancer o di una proteina per eliminarne ogni attività pro-trascrizionale.
- La teoria dei flexible billboards (traducibile come tabelloni flessibili) propone una visione meno integrata dell'attività degli enhancers, secondo cui ogni singola proteina ad essi associata sarebbe in grado di aumentare singolarmente l'attività pro-trascrizionale, senza incidere più di tanto sull'intero complesso[3].